# Viaje de Alfonso XIII y Primo de Rivera a Italia
El viaje de Alfonso XIII y Primo de Rivera a Italia se produjo en noviembre de 1923 cuando el rey Alfonso XIII de España y su consorte Victoria Eugenia de Battenberg, acompañados del dictador Miguel Primo de Rivera, que había accedido a la jefatura de Gobierno tras un golpe de Estado el 13 de septiembre de 1923, efectuaron una visita oficial en barco al Reino de Italia, país en el cual, en octubre de 1922, Benito Mussolini había accedido al poder.

## Historia
Ya durante los últimos gobiernos de la monarquía constitucional antes del pronunciamiento de Primo de Rivera, el ministro de Estado Santiago Alba había trabajado para gestionar un viaje de Alfonso XIII a Italia e impulsar un acuerdo comercial. Se acabaría efectuando con Primo de Rivera en el poder. Se trató del primer viaje de un rey de España a Italia desde la unificación de esta. Tuvo lugar en un período de creciente francofobia de la política exterior española, creándose una notable expectación en torno al posible acercamiento entre dos regímenes dictatoriales, los de Miguel Primo de Rivera y Benito Mussolini, instaurados recientemente. Los reyes llegaron el día 16 de noviembre a Valencia para embarcarse. Fueron recibidos en medio de la ruta y escoltados por una flotilla de barcos italianos. El 19 de noviembre fueron recibidos por los monarcas italianos en Roma. Alfonso XIII habría presentado durante el viaje a Miguel Primo de Rivera al monarca italiano Víctor Manuel III como «mi Mussolini».
Pío XI ofreció una audiencia oficial a Alfonso XIII el día 20 de noviembre; en este se presentaría como «soberano que juzga como su mayor tinte de honor llevar el título de católico»; el discurso pronunciado durante esta por el monarca español —que Shlomo Ben Ami ha llegado a calificar de ultramontano—, destacó por un cristianismo excesivamente militante, casi de cruzada, que llegó a dejar descolocado al propio pontífice. Este optó por ofrecer una respuesta menos belicosa.
El 21 de noviembre tuvo lugar una comida oficial en el Palazzo Venezia donde Primo conoció en persona a Mussolini. Primo de Rivera efectuó loas hacia el dictador italiano y manifestó sus simpatías por el régimen italiano, y llegó a calificar al Duce como su inspiración y maestro. El líder fascista, en comparación con el entusiasmo de Primo, efectuó declaraciones más comedidas sobre España y el régimen de Primo de Rivera, y calificó al general gaditano como «jefe del fascismo español». A pesar de negociarse un tratado entre España e Italia, no llegó a firmarse.
El rey también efectuó una visita adicional de índole privada al pontífice, y viajó a Florencia, Bolonia y Nápoles, antes de embarcarse de vuelta a España en esta última ciudad.
La delegación retornó al puerto de Barcelona el 1 de diciembre; allí les dieron la bienvenida 300 miembros de La Traza.